# ای دیوید گریگز
استنلی دیوید گریگز (به انگلیسی: Stanley David Griggs) فضانورد اهل کشور ایالات متحده آمریکا است که در ۷ سپتامبر ۱۹۳۹ میلادی در پورتلند، اورگن زاده شد. وی در مأموریت اس‌تی‌اس-۵۱-دی حضور داشته است.